# Las Vegas - In vacanza al casinò
Las Vegas - In vacanza al casinò (Vegas Vacation), successivamente reintitolato Las Vegas - Una vacanza al casinò, è un film del 1997 diretto da Stephen Kesslerg.
(Tagline inglese del film)
Le riprese del film si svolsero dal 20 giugno 1996 al 30 settembre 1996.

## Trama
La famiglia Griswold questa volta è alle prese con una vacanza indimenticabile, o almeno queste sono le intenzioni del capofamiglia Clark. La loro meta è Las Vegas, capitale del gioco d'azzardo.